# 아이리시 위스키

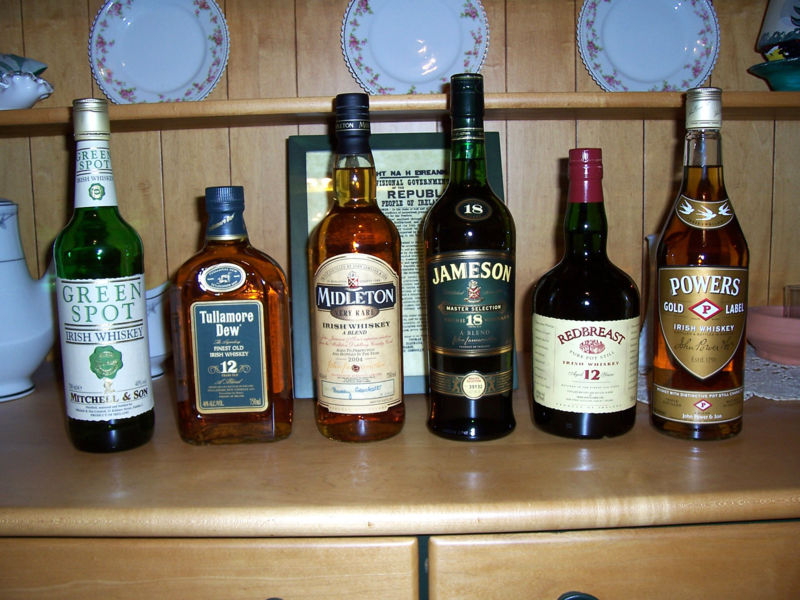

아이리시 위스키(아일랜드어: Fuisce or uisce beatha, 영어: Irish whiskey)는 아일랜드섬에서 생산되는 곡물을 원료로 하는 위스키이다.

## 종류
아이리시 위스키는 여러 종류가 있지만, 크게 4가지 형태로 나누어져 있다.

### 싱글 몰트 아이리시 위스키
맥아한 보리와 미발효 보리와 귀리 등을 배합하여 제조한다.

### 싱글 팟 스틸 위스키
보리 맥아로 제조한다.